# Olivia Olson

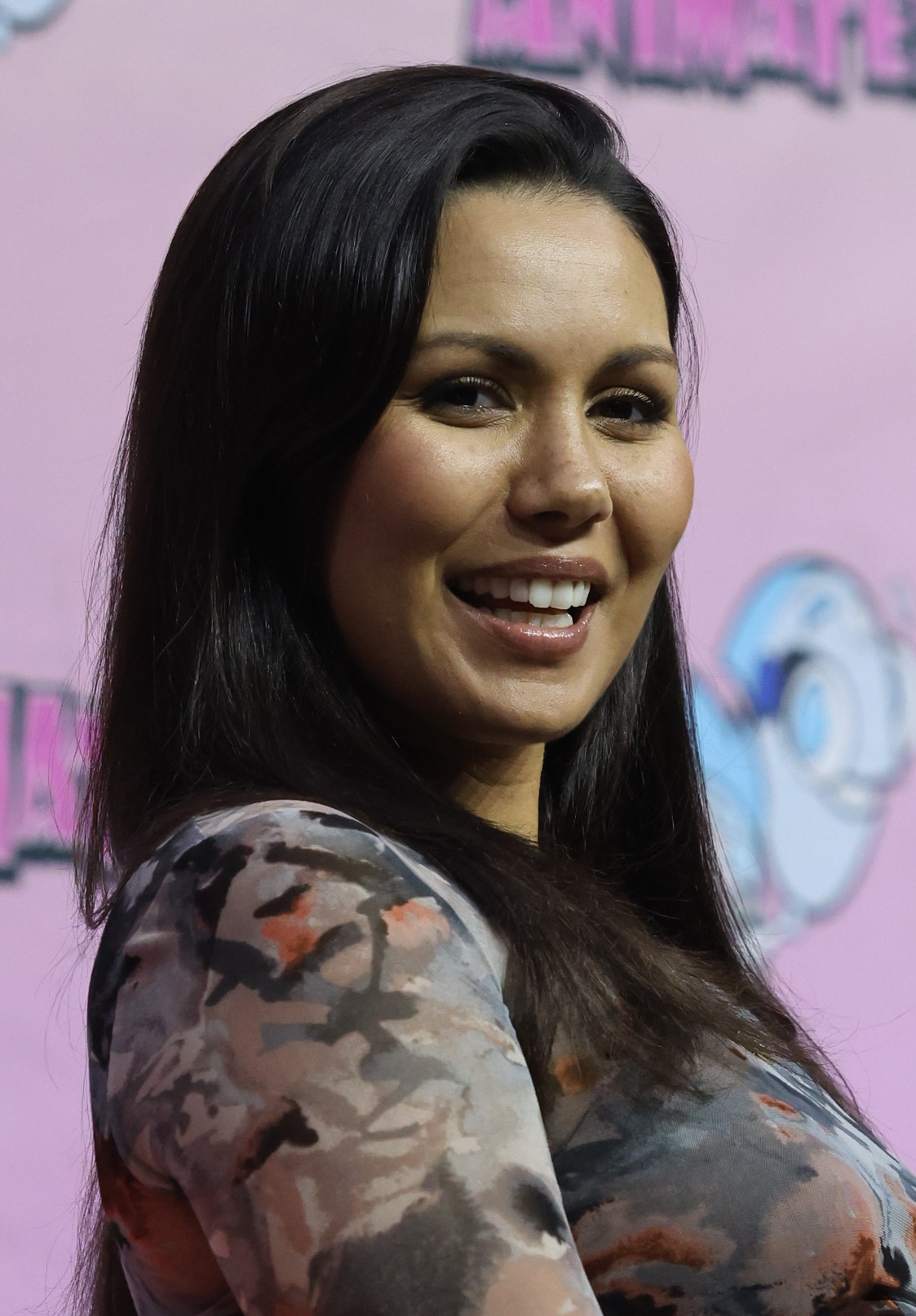
Olivia Olson (2024)

Olivia Olson (* 21. Mai 1992 in Los Angeles, Kalifornien) ist eine US-amerikanische Schauspielerin und Sängerin. Bekannt wurde sie vor allem durch die Rolle der Joanna im Film Tatsächlich… Liebe aus dem Jahr 2003, in dem sie das Lied All I Want for Christmas Is You singt.

## Leben
Die jamaikanisch-schwedischstämmige Olivia Olson ist in Los Angeles geboren und aufgewachsen. Sie ist die Tochter des Drehbuchautors Martin Olson.
Sie trat in vielen Fernsehshows als Schauspielerin und Sängerin live auf, unter anderem in Hollywood-Theatern wie dem „Comedy Central Stage“, dem „HBO Theater“ und dem „The Fake Gallery“. Außerdem trat sie in der Tracy Morgan Show auf und war Gaststar in der Ellen DeGeneres Show, in der sie mit Ellen DeGeneres und Schauspieler Jack Black sang. In dieser Show spielte sie eine Wissenschaftspreisgewinnerin und besang das „Streber“-Sein.
In ihrer frühen Jugend schrieb sie Songs für die Disney-Animations-Serie Phineas und Ferb, die sie mit den Produzenten Rick Nowles, Camara Kambon und Hollywood-Jazz-Legende Rob Mullins aufnahm. Sie ist außerdem ein häufiger Gaststar der Serie und leiht Vanessa, der Tochter des bösen Dr. Doofenschmirtz, ihre Stimme. Des Weiteren leiht sie der Figur Marceline aus der Serie Adventure Time ihre Sprech- und Gesangsstimme. 2017 war sie in dem Kurzfilm Red Nose Day Actually – der Fortsetzung von Tatsächlich… Liebe – abermals in der Rolle der Joanna zu sehen.

## Diskografie
- 2003: Love Actually (Soundtrack)
- 2009: Phineas and Ferb (Soundtrack)
- 2010: Phineas and Ferb Holiday Favorites (Soundtrack)
- 2011: Phineas and Ferb the Movie: Across the 2nd Dimension (2011)
- 2011: Phineas and Ferb: Across the 1st and 2nd Dimensions (2011)
- 2012: Phineas and Ferb: Summer Belongs to You (2012)
- 2013: Phineas and Ferb-ulous: The Ultimate Album (2013)
- 2013: Phineas and Ferb: Rockin’ and Rollin’ (2013)
- 2013: The Father-Daughter Album Of Unspeakable Beauty (Album mit Martin Olson)
- 2013: Beauty Is Chaos
- 2017: Steven Universe, Vol. 1 (Soundtrack)

## Filmografie (Auswahl)
Filme
- 2003: Tatsächlich… Liebe (Love Actually)
- 2017: Red Nose Day Actually (TV-Kurzfilm)
- 2020: Phineas und Ferb: Candace gegen das Universum (Phineas and Ferb: Candace Against the Universe) (Stimme)

Serien
- 2006: Zoey 101 (eine Folge)
- 2008–2015: Phineas und Ferb (Phineas und Ferb) (41 Folgen, Stimme)
- 2010–2018: Adventure Time – Abenteuerzeit mit Finn und Jake (Adventure Time) (45 Folgen, Stimme)
- 2015: Steven Universe (eine Folge, Stimme)
- 2016: Powerpuff Girls (The Powerpuff Girls) (vier Folgen, Stimme)
- 2019–2021: Fast & Furious Spy Racers (neun Folgen, Stimme)
- 2020: Robot Chicken (eine Folge, Stimme)
- 2023: Hamster & Gretel (eine Folge, Stimme)